# 舞阪洸
舞阪 洸（まいさか こう）は、小説家、ライトノベル作家。静岡県浜松市生まれ。北海道札幌市在住。

## 略歴
立教大学卒業後、編集プロダクションに勤める。その後、レッドカンパニーに入社、ゲームシナリオなどを手がける（現在は退社）。
1992年に『プリンセス・ミネルバ ウィスラー王国物語』で小説家デビュー。
『火魅子伝』の原作、ノベライズを手がける。

## 作品リスト

### ゲーム
- プリンセス・ミネルバ（原作、1992年12月）
- 火魅子伝〜恋解〜（原作、1999年3月）

### 書籍
- プリンセス・ミネルバ（集英社スーパーファンタジー文庫、1992年12月 - 1997年9月）
- プリンセス・ミネルバ（コミック原作、作画：石田走、月刊アスキーコミック、1993年 - 1995年（単行本発売年））
- 国立探偵江戸川乱子
  - 国立探偵江戸川乱子（イラスト：石田走、集英社スーパーファンタジー文庫、1995年10月）
  - 国立探偵江戸川乱子の挑戦（イラスト：石田走、集英社スーパーファンタジー文庫、1996年6月）
- 火魅子伝（イラスト：大暮維人、富士見ファンタジア文庫、1999年3月 - 2003年3月、全10巻）
- 火魅子伝〜恋解〜 臥雲の章（コミック原案、作画：大暮維人、月刊コミックドラゴン掲載、1999年（単行本発売年））
- 神洲天魔鏡（イラスト：兼処敬士、2002年12月 - 2005年7月、富士見ファンタジア文庫、全5巻）
- 御手洗学園高等部実践ミステリ倶楽部
  - 亜是流城館の殺人（イラスト：八雲剣豪、富士見ミステリー文庫、2000年11月）
  - 彫刻の家の殺人（イラスト：仏さんじょ、富士見ミステリー文庫、2001年9月）
- 御手洗大学実践ミステリ倶楽部（コミック原作、作画：石田走、月刊コミックドラゴン掲載、2000年（単行本発売年））
- 火魅子炎戦記（イラスト：ゆきやなぎ、富士見ファンタジア文庫、2004年5月 - 2007年12月、全11巻）
- 鋼鉄の白兎騎士団（イラスト：伊藤ベン、ファミ通文庫、2005年11月 - 2010年4月、全10巻）
- 水色スプラッシュ（コミック原作、作画は紫☆にゃー、月刊ドラゴンエイジ連載、2007年 - 2008年（単行本発売年）、全2巻）
- 狗牙絶ちの劔（イラスト：うなじ、富士見ファンタジア文庫、2008年5月 - 2009年11月、全4巻）
- サムライガード（イラスト：椎野唯、GA文庫、2008年6月 - 2010年11月、全7巻）
- 壊し屋翔子の事件帖
  - 万年島殺人事件（イラスト：目黒三吉、幻狼ファンタジアノベルス、2008年11月）
  - 青屋敷殺人事件〈上〉〈下〉（イラスト：西野木、幻狼ファンタジアノベルス、2009年11月）
- 鋼鉄の暗黒兎騎士（イラスト：伊藤ベン、ファミ通文庫、2009年12月）
- ガブリエラ戦記（イラスト：優木きら、ファミ通文庫、2010年11月 - 2013年2月、全7巻）
- スーパーロボッ娘 鉄刃23号（イラスト：ゴロボッツ、ガガガ文庫、2010年10月）
- 乱☆恋（イラスト：得能正太郎、富士見ファンタジア文庫、2010年10月 - 2012年6月、全5巻）
- 競泳戦隊ミズギーズ（イラスト：黒銀、ガガガ文庫、2012年1月 - 2012年10月、全3巻）
- 落ちてきた龍王〈ナーガ〉と滅びゆく魔女の国（イラスト：よう太、MF文庫J、2012年7月 - 2017年10月、全12巻）
- 夜姫と亡国の六姫士（イラスト：こ〜ちゃ、ファミ通文庫、2013年12月 - 2014年7月、全4巻）
- ロムニア帝国興亡記（イラスト：エレクトさわる、富士見ファンタジア文庫、2013年12月 - 2016年1月、全7巻）
- ものぐさ寝猫の怠惰な探偵帖（イラスト：Hisasi、ファミ通文庫、2014年2月 - 2014年8月、全2巻）
- 深紅の魔砲耳 第十六独立戦車小隊の奮戦（イラスト：日本円、ファミ通文庫、2015年2月）
- 月虹戦記アリエル（イラスト：フルーツパンチ、ファミ通文庫、2015年10月 - 2016年4月、全2巻）
- 東京廃区の戦女三師団（イラスト：きくらげ、富士見ファンタジア文庫、2016年10月 - 2017年7月、全3巻）
- 雨音天袮のラノベ作家養成講座（イラスト：necomi、講談社ラノベ文庫、2016年11月）
- 虚ろな暗殺者と究極の世界人形（イラスト：光姫満太郎、ファミ通文庫、2017年6月）
- （株）SMサービス（イラスト：みかわや、NOVEL 0、2018年4月）
- 歴史オタクの俺が異世界で皇帝のバイトに採用されました（イラスト：メロントマリ、ファミ通文庫、2018年10月 - 2019年4月、全2巻）
- 幼女信長の異世界統一（イラスト：tef、ファミ通文庫、2020年12月）